# Фортуна (град, Калифорния)
Вижте пояснителната страница за други значения на Фортуна.
Фортуна (на английски: Fortuna) е град в окръг Хъмбоулт, щата Калифорния, САЩ. Фортуна е с население от 2191 жители (по приблизителна оценка от 2017 г.) и обща площ от 12,5 km². Намира се на 20 m надморска височина. ЗИП кодовете му са 95540, а телефонният му код е 707.